# Municipio de Jackson (condado de Jackson, Ohio)
El municipio de Jackson (en inglés: Jackson Township) es un municipio ubicado en el condado de Jackson en el estado estadounidense de Ohio. En el año 2010 tenía una población de 1311 habitantes y una densidad poblacional de 13,05 personas por km².

## Geografía
El municipio de Jackson se encuentra ubicado en las coordenadas 39°9′7″N 82°43′6″O / 39.15194, -82.71833. Según la Oficina del Censo de los Estados Unidos, el municipio tiene una superficie total de 100.49 km², de la cual 100,47 km² corresponden a tierra firme y (0,03 %) 0,03 km² es agua.

## Demografía
Según el censo de 2010, había 1311 personas residiendo en el municipio de Jackson. La densidad de población era de 13,05 hab./km². De los 1311 habitantes, el municipio de Jackson estaba compuesto por el 93,44 % blancos, el 4,5 % eran afroamericanos, el 0,23 % eran amerindios, el 0,08 % eran asiáticos, el 0,15 % eran isleños del Pacífico y el 1,6 % eran de una mezcla de razas. Del total de la población el 0,46 % eran hispanos o latinos de cualquier raza.